# Nätverket mot rasism
Nätverket mot rasism (NMR) är ett svenskt nätverk med inriktning på antirasism, som har ett antal organisationer som medlemmar.
NMR:s medlemsorganisationer jobbar i första hand lokalt och regionalt mot fascism, rasism och för en generös flyktingpolitik men också mot diskriminering i hela samhället. Sedan början av 2000-talet har medlemsorganisationerna i NMR i huvudsak återfunnits på vänsterkanten med kopplingar ända till den utomparlamentariska extremvänstern.

## Historik
NMR startades 1995 och blev 1996 en paraplyorganisation för ett antal andra organisationer, som ett resultat av de rikskonferenser som hölls 1996 och 1997. De olika organisationer som ingick i NMR var allt från antirasistiska/antifascistiska till kulturföreningar, invandrargrupper, politiska ungdomsförbund och olika intresseorganisationer. Inledningsvis fanns även vissa organisationer med som inte återfinns på den politiska vänsterkanten, bland annat Liberala ungdomsförbundet.
Inför Europeiska rådets toppmöte i Göteborg 2001 fick 250 000 kronor i statliga projektmedel för att ordna en regional och en europeisk antirasistisk konferens. Efter Göteborgskravallerna i samband med detta toppmöte fick projektmedln stor medial uppmärksamhet, eftersom Antifascistisk aktion (Afa) var medlemmar i NMR och förknippades med dessa våldsamma kravaller. Flera organisationer som inte ville förknippas med den utomparlamentariska vänstern lämnade därefter NMR, som då blev ett nätverk med smalare medlemsbas. Detta ledde i sin tur att till att Mona Sahlin 2002 tog initiativ till att bilda Centrum mot rasism (CMR) i syfte att skapa en organisation som kunde fylla den roll som NMR tidigare haft. NMR blev också medlem i CMR.
NMR bestod 2004 av cirka 90 medlemsorganisationer.

## Verksamhet
NMR drev under senare delen av 1990-talet flera kampanjer, samt bedrev festivaler och demonstrationer. Sedan Salemmarschen första gången genomfördes år 2000 var NMR den ledande organisatören bakom de motdemonstrationer som årligen samlade omkring 2 000 motdemonstranter.[källa behövs]
Nätverket har också varit aktivt i kampanjer mot Sverigedemokraterna och Nationaldemokraterna, bland annat inför Europaparlamentsvalet 2004. 2005 deltog NMR i kampanjen för allmän flyktingamnesti.
Även efter Göteborgskravallerna 2001 har NMR förknippats med flera våldsamma aktiviteter, framför allt olika motdemonstrationer.

## Medlemsorganisationer
Medlemsorganisationer är bland andra:
- Antifascistisk aktion i Sverige[1]
- Emmaus Björkå
- Judiska Ungdomsförbundet i Sverige
- Riksförbundet Internationella Föreningen för Invandrarkvinnor - RIFFI
- Rättvisepartiet Socialisterna
- Socialistiska Partiet
- Svenska Fredskommittén
- Syndikalistiska Ungdomsförbundets Samordningsgrupp

Tidigare medlemsorganisationer är bland andra:
- Expo
- Hasans Vänner
- Liberala ungdomsförbundet[1]
- Revolutionär Kommunistisk Ungdom
- Ung Vänster

De lokala och regionala nätverken har under åren uteslutit flera organisationer, bland annat Sveriges kommunistiska parti (SKP) och Rättvisepartiet Socialisterna.

## Kritik
NMR har framförallt kritiserats för att man motsatt sig vissa gruppers rätt till demonstrations- och mötesfrihet. Under Folkets Marsch 2007 deltog organisationen bland annat i försök att stoppa ett demonstrationståg av nazister, trots att dessa inte gjorde sig skyldiga till några brott.
Kommunalrådet i Salem kallade Nätverkets demonstrationstillstånd i Salem 2007 för bara en ursäkt för att släppa helvetet löst i Salem.